# هارييت بابكوك
هارييت بابكوك (بالإنجليزية: Harriet Babcock)‏ هي عالمة نفس أمريكية، ولدت في 1877 في ويسترلي في الولايات المتحدة، وتوفيت في 1952.